# Henryk Przeździecki (sportowiec)

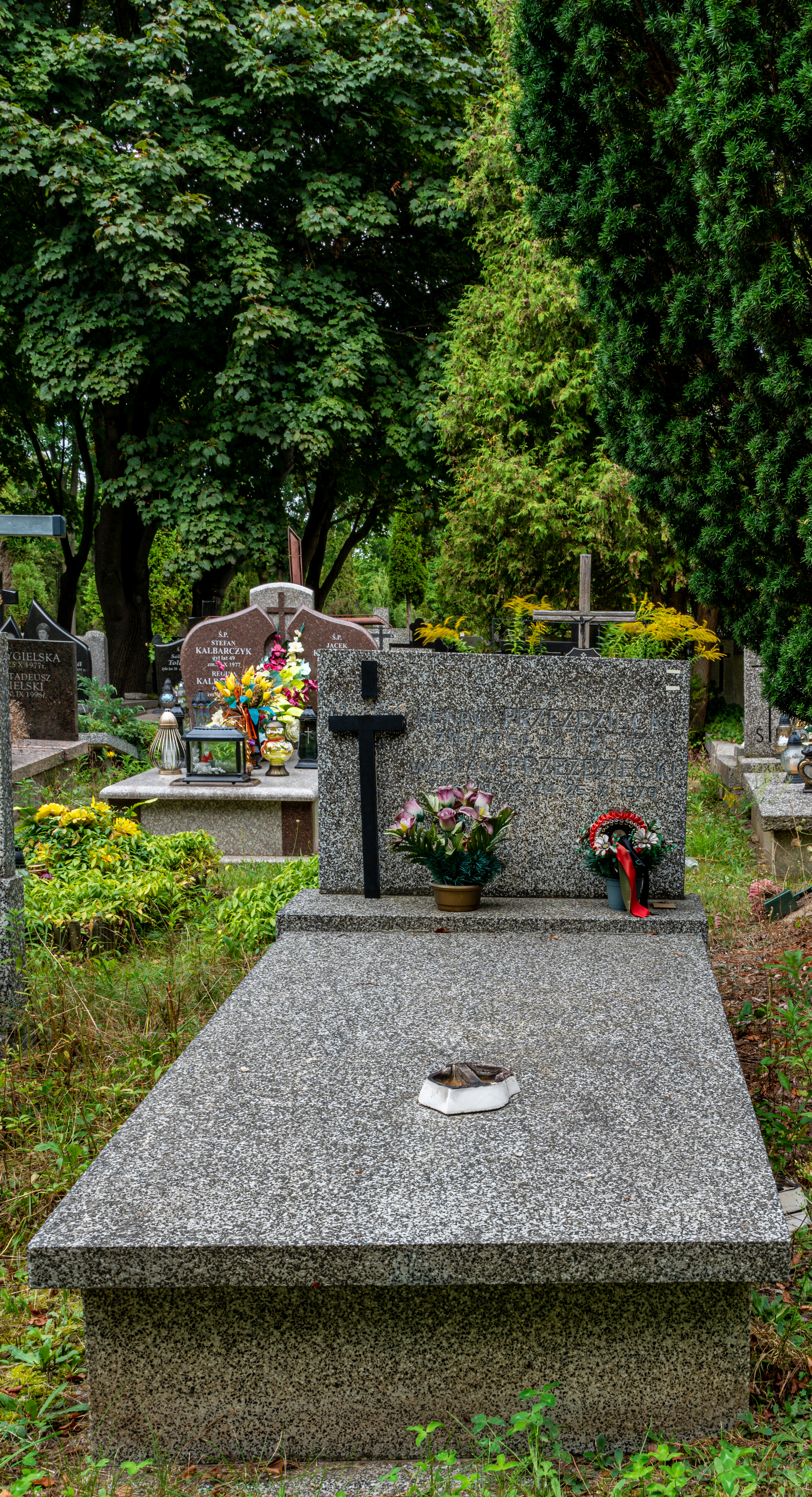
Grób Henryka Przeździeckiego na cmentarzu Komunalnym Północnym w Warszawie

Henryk Przeździecki (ur. 20 lutego 1909 w Warszawie, zm. 1 listopada 1977 w Warszawie) – polski hokeista i piłkarz, olimpijczyk.
Wszechstronnie uzdolniony sportowo zawodnik. Największe sukcesy święcił w hokeju na lodzie oraz w piłce nożnej.
Na lodowisku występował na pozycji bramkarza. Reprezentował barwy warszawskich klubów: Legii w latach 1931–1936 i 1945–1952 oraz AZS Warszawa w latach 1937–1939. Wraz z zespołem Legii dwukrotnie sięgał po mistrzostwo Polski oraz jedno wicemistrzostwo kraju. Był dwukrotnym uczestnikiem igrzysk olimpijskich: w 1936 w Garmisch-Partenkirchen oraz w 1948 w St. Moritz. W 1937 był w polskiej kadrze w turnieju o mistrzostwo świata.
Wychowanek Orkanu Warszawa, w latach 1926–1938 występował w Legii. W 1935 z Łotwą zagrał jedyny mecz w piłkarskiej reprezentacji Polski.
W 1939 brał udział w kampanii wrześniowej, został wzięty do niewoli i resztę wojny spędził w stalagu II B Hammerstein i w Prenzlau.
Po wojnie kontynuował karierę zarówno hokejową (w Legii), jak i piłkarską (w Syrenie Warszawa). Po zakończeniu czynnego uprawiania sportu poświęcił się pracy trenera. W latach 1953–1957 prowadził hokeistów Legii, współpracował również z kadrą narodową.
Jest pochowany na Cmentarzu Komunalnym Północnym w Warszawie kwatera W-XII-2, rząd 8 grób 5.